# Компроміс 1850 року

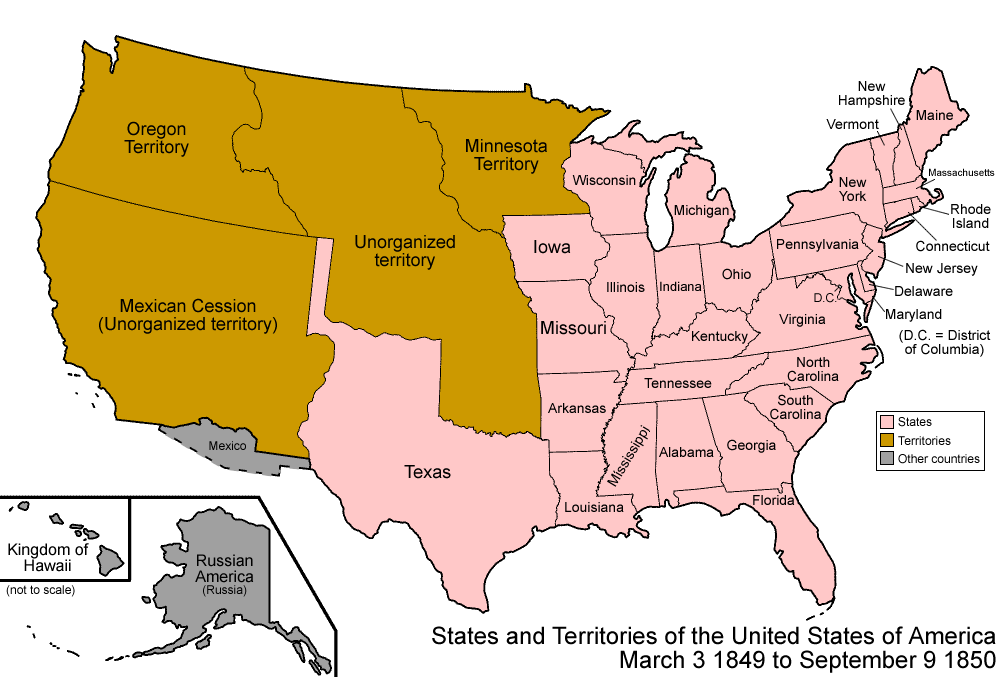
Статус-кво до заключення компромису, 1850

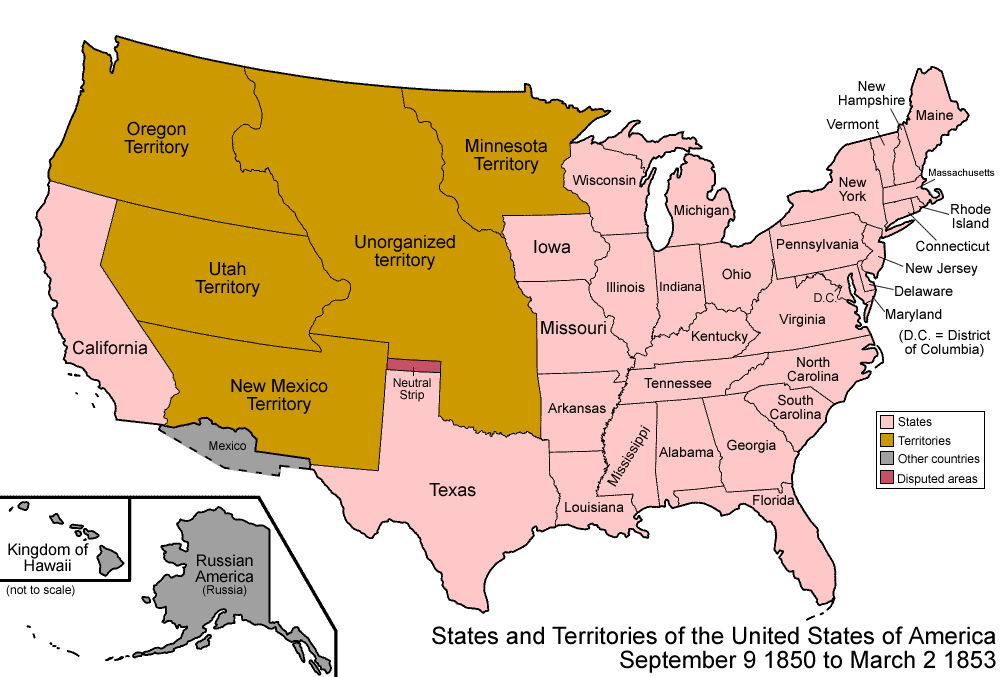
Територіальні зміни та остаточні межі нових суб'єктів США згідно з компромісом

Компроміс 1850 року (англ. Compromise of 1850) — політичний компроміс між Північними та Південними штатами США.
Ініціатива компромісу належала Генрі Клею. У вересні 1850 року прийняті законодавчі акти, згідно з якими проблема рабства та територіальні питання вирішувалися за допомогою компромісу:
- Каліфорнія допускалася до союзу як вільний штат;
- Техас відмовлявся від територіальних претензій на північ від широти 36°30', зберігши при цьому Техаський виступ; в обмін на згоду Техасу на цю умову федеральна влада брала на себе погашення зовнішньоборгових зобов'язань штату;
- Роботоргівля у столичному окрузі Колумбія (Вашингтон) заборонялася, закон територій Юта та Нью-Мексико надавав вирішення цього питання населенню;
- Крім того, був прийнятий новий, суворіший закон про втікачів.

Однак надіям на те, що за допомогою цих заходів вдасться погасити антагонізм між Північчю та Півднем, не судилося здійснитися. У 1854 році становище ще більше загострилося у зв'язку з ухваленням закону «Канзас-Небраска» та ще низки законодавчих актів.